# Europastraße 846

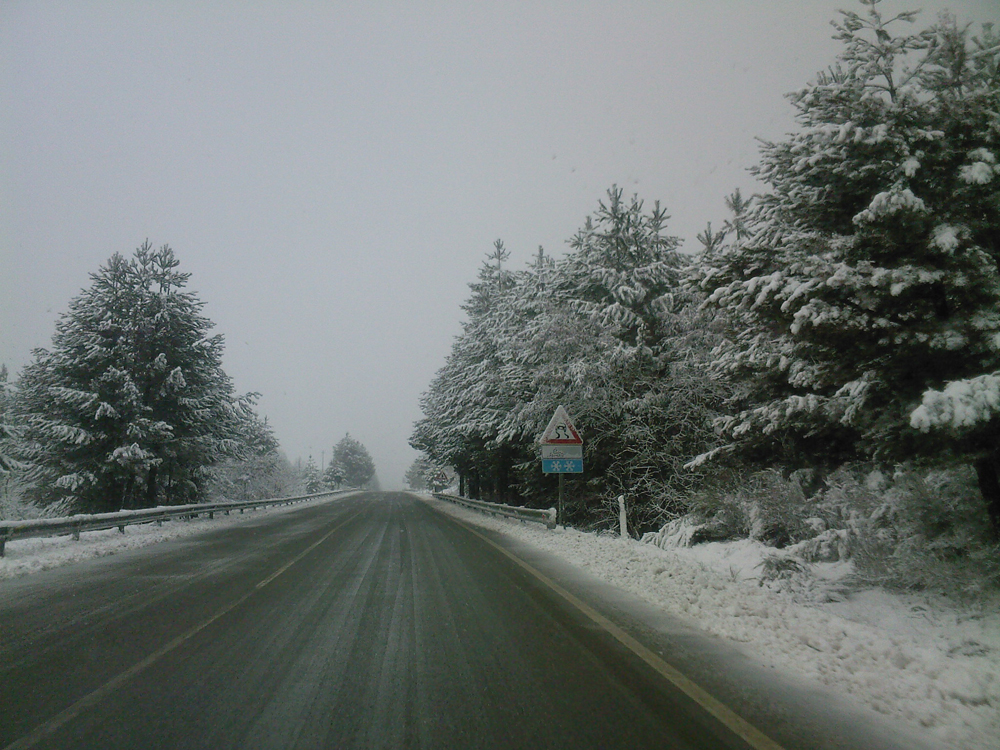
Die verschneite Strada Statale 107

Die Europastraße 846 (kurz: E 846) ist eine ca. 117 Kilometer lange Europastraße des Zwischennetzes, die, von Westen nach Osten verlaufend, in der italienischen Region Kalabrien die Städte Cosenza und Crotone verbindet.

## Verlauf
Die Europastraße nimmt im Westen ihren Ausgang an der Autostrada A3 (Europastraße 45) bei Cosenza, umgeht die Stadt im Osten und verläuft weitgehend kreuzungsfrei auf der Strada Statale 107 Silana Crotonese durch das Sila-Gebirge über San Giovanni in Fiore und Rocca di Neto, bis sie ca. 7 Kilometer nordwestlich von Crotone  auf die Europastraße 90 (Strada Statale 106 Jonica) trifft, an der sie endet.